# Hérnia umbilical
Hernia umbilical é um deslocamento anormal de tecido pela parede abdominal atrás do umbigo. A protuberância é composta de gordura abdominal do omento maior e pode incluir parte do intestino delgado. Normalmente a hernia pode ser pressionada de volta para a cavidade abdominal e volta a sair com a tosse ou esforço que aumente a pressão intra-abdominal. Costumam resolver mesmo sem tratamento antes dos 6 anos de idade, mas quando há complicações ou não resolvem espontaneamente o tratamento cirúrgico.

## Sinais e sintomas
Uma hérnia pode estar presente no umbigo do recém-nascido, mas essas hérnias tendem a se resolver, sem qualquer tratamento, por volta da idade de 2-3 anos. Obstrução e estrangulamento (isquemia) dessa hérnia é rara, pois o orifício da parede abdominal é grande. Quanto maior o orifício menor o risco de estrangulamento.
As hérnias podem não ter sintomas e além da protuberância do umbigo. Os sintomas podem desenvolver-se quando a contração da parede abdominal aumenta a pressão sobre o conteúdo da hernia causando dor e desconforto abdominal. Estes sintomas podem ser agravados com o levantamento de peso e ao estirar-se.

## Causas

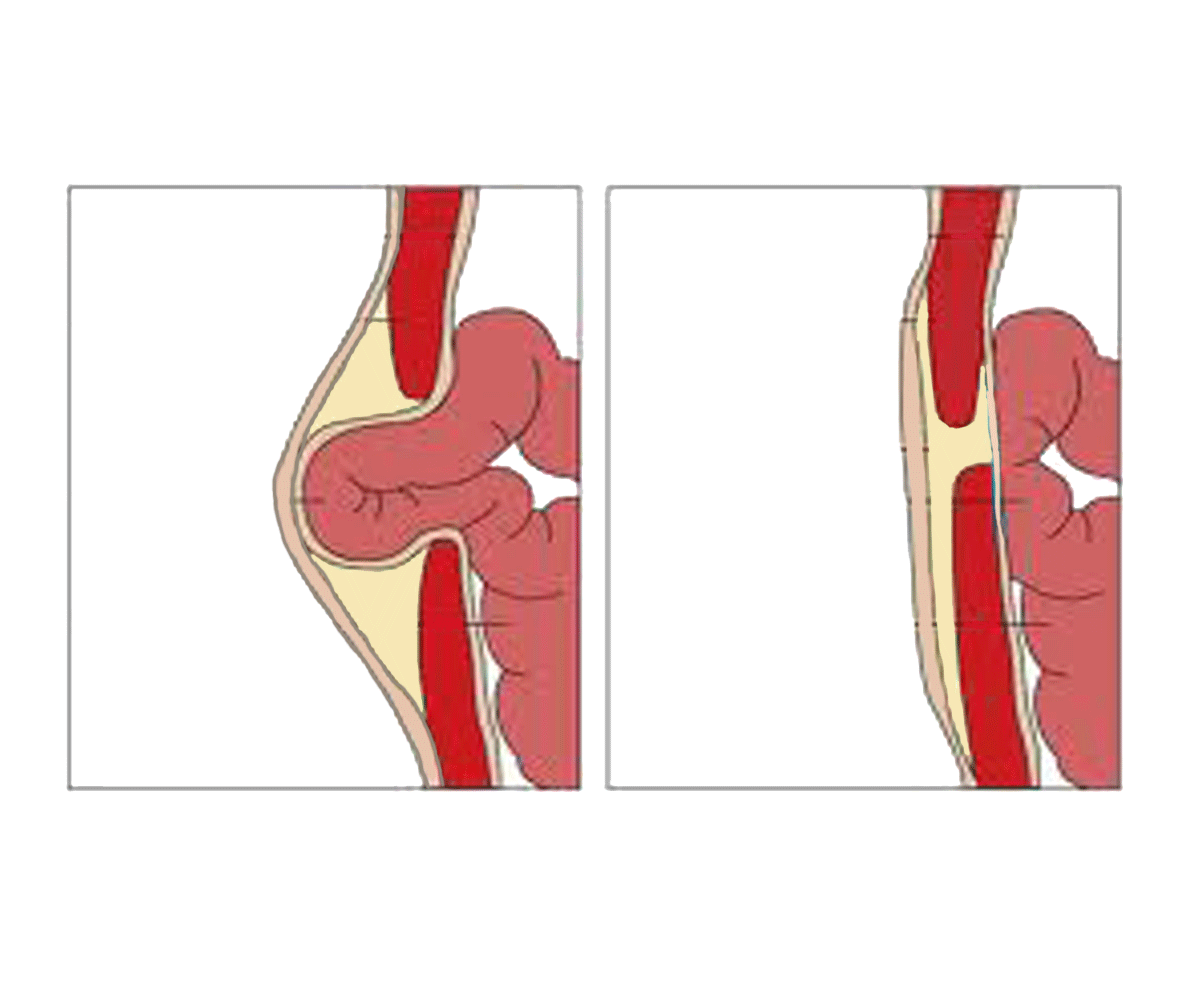
Em casos mais graves o intestino delgado pode sair para fora através da abertura. A protuberância é normalmente de gordura abdominal do omento maior.

### Congênita
Hérnia umbilical congênita é uma malformação congênita da cicatriz umbilical (umbigo). Entre os adultos, é três vezes mais comum em mulheres do que em homens; entre as crianças, a proporção é mais ou menos igual. É mais comum em crianças de ascendência Africana.

### Adquirida
Hérnia umbilical adquirida resulta diretamente do aumento da pressão intra-abdominal causada pela obesidade, levantamento de peso, tosse intensa e prolongada ou gestações múltiplas.

## Tratamento
Quando o orifício é pequeno (menor a 2 cm), 90% fecha dentro de 3 anos. Algumas fontes afirmam que 85% de todas as hérnias umbilical fecham, independentemente do tamanho. Quando as hérnias são assintomáticos, redutíveis, e não aumentam, a cirurgia não é necessária (em outros casos ele deve ser considerada).
Em algumas comunidades as mães rotineiramente empurram a protuberância e prendem uma moeda com uma fita no orifício da hérnia até seu fechamento. Esta prática não é medicamente recomendada pelo pequeno risco de complicações como isquemia intestinal e infecção. O uso de bandagens ou outros artigos para reduzir de forma contínua a hérnia não é baseada em evidências.
Uma hérnia umbilical pode ser corrigida de duas formas diferentes. O cirurgião pode optar por costurar as paredes do abdome ou pode colocar uma malha sobre a abertura e costurá-la nas paredes abdominais. A malha é usada comumente para defeitos grandes na parede abdominal. A maioria dos cirurgiões não vai reparar a hérnia até 5-6 anos após o nascimento do bebê. A maioria das hérnias umbilicais em bebês e crianças fecha espontaneamente e raramente têm complicações.